# Доходный дом Мараева
Доходный дом Мараева — историческое здание в Москве, построенное в конце XIX века. Объект культурного наследия федерального значения. Расположен на Старой Басманной улице, дом 18, строение 1.

## История
Дом построен в 1878 году для серпуховского купца Мефодия Мараева архитектором М. А. Арсеньевым. Ранее участок, где расположился дом, в XVIII — первой половине XIX века входил в состав усадьбы купцов Ануфриевых. После смерти первого хозяина дом перешёл к его вдове А. В. Мараевой. В настоящее время здание занято офисами.

## Архитектура
Кирпичный трёхэтажный дом расположен к улице торцом для увеличения занимаемой площади. Фасад эклектичен, использует элементы барокко, родственные оформлению соседней церкви Никиты Мученика. Окна первого (цокольного, хозяйственного) этажа квадратные, он оформлен в классическом стиле и оштукатурен под шубу. Окна второго этажа оформлены фигурными сандриками и филёнками с лепниной. Шесть пилястр поднимаются на высоту второго и третьего этажей. Углы дома декорированы лопатками. Главный фасад увенчан лепным карнизом и аттиком. Боковые фасады декорированы намного скромнее. Дом разделён на парадную и хозяйственную части, им соответствуют парадная и чёрная лестницы.